# 知識經濟
知識型經濟（英語：Knowledge-based economy），源自經濟合作與發展組織於1996年提出，並定義為擁有、分配、生產和著重使用知識的新經濟模式，雖有知識經濟，但農業、工業仍同樣重要。此外知識經濟亦稱為「新經濟」，廣義途用新技術，加上人才為動力，推動經濟。